# 1885 у літературі

## Твори
- Еміль Золя опублікував роман «Жерміналь».
- Гі де Мопассан надрукував роман «Любий друг».
- Генрі Райдер Гаґґард видав «Копальні царя Соломона».

## Видання
- Руський правотар домовий — перший популярний юридичний довідник для населення, що був написаний «чистою народною мовою». Уложили Василь Лукич і Юліан Семигинівський. Виданий у 1885 у Львові коштом Василя Лукича. Обсяг — 432 сторінки.

## Народилися
- 20 липня — Герман Вілленвей, норвезький поет.

## Померли
- Микола Костомаров — український історик, письменник, літературознавець і критик, фольклорист, видавець, політичний і громадський діяч.